# نوربرت کلار
نوربرت کلار (آلمانی: Norbert Klaar؛ زادهٔ ۱۲ اکتبر ۱۹۵۴) تیرانداز اهل آلمان بود.
وی در مسابقات کشوری و بین‌المللی در مجموع برندهٔ ۱ مدال طلا شده‌است.